# Titiyo
Titiyo Yambalu Felicia Jah (ur. 23 lipca 1967 w Sztokholmie) – szwedzka piosenkarka, wykonawczyni muzyki pop-rock, contemporary R&B i dance pop.
Jest córką Amahdu Jaha, perkusisty urodzonego w Sierra Leone i przyrodnią siostrą wokalistki Neneh Cherry.
W 1989 wydała singel „Man in the Moon”. W 1993 nagrała cover utworu Arethy Franklin „Never Let Me Go”, utrzymany w rytmie soulowym. W drugiej połowie lat 90. nie odnosiła większych sukcesów. Po zmianie stylu na pop-rockowy powróciła w 2001 albumem Come Along, a tytułowy singel stał się jej największym przebojem.
Czterokrotna laureatka nagrody szwedzkiego przemysłu fonograficznego Grammis.

## Dyskografia

### Albumy
- 1990 – Titiyo
- 1993 – This Is Titiyo
- 1997 – Extended
- 2001 – Come Along
- 2004 – Best of Titiyo
- 2006 – A Collection of Songs
- 2008 – Hidden
- 2015 – 13 Garden

### Single (wybór)
- 1989 – „Man in the Moon”
- 1989 – „After the Rain”
- 1990 – „Flowers”
- 1994 – „Tell Me I'm Not Dreaming”
- 2001 – „Come Along”
- 2001 – „1989”
- 2005 – „Lovin' Out of Nothing”
- 2008 – „Longing for Lullabies” (z Kleerup)
- 2008 – „Longing for Lullabies” (wersja solo)
- 2008 – „Stumble to fall”
- 2008 – „Awakening”
- 2015 – „Taxi”